# Antonio Augusto Intreccialagli
Antonio Augusto Intreccialagli, meglio conosciuto come il Vescovo santo (Monte Compatri, 18 febbraio 1852 – Monreale, 19 settembre 1924), è stato un arcivescovo cattolico italiano.

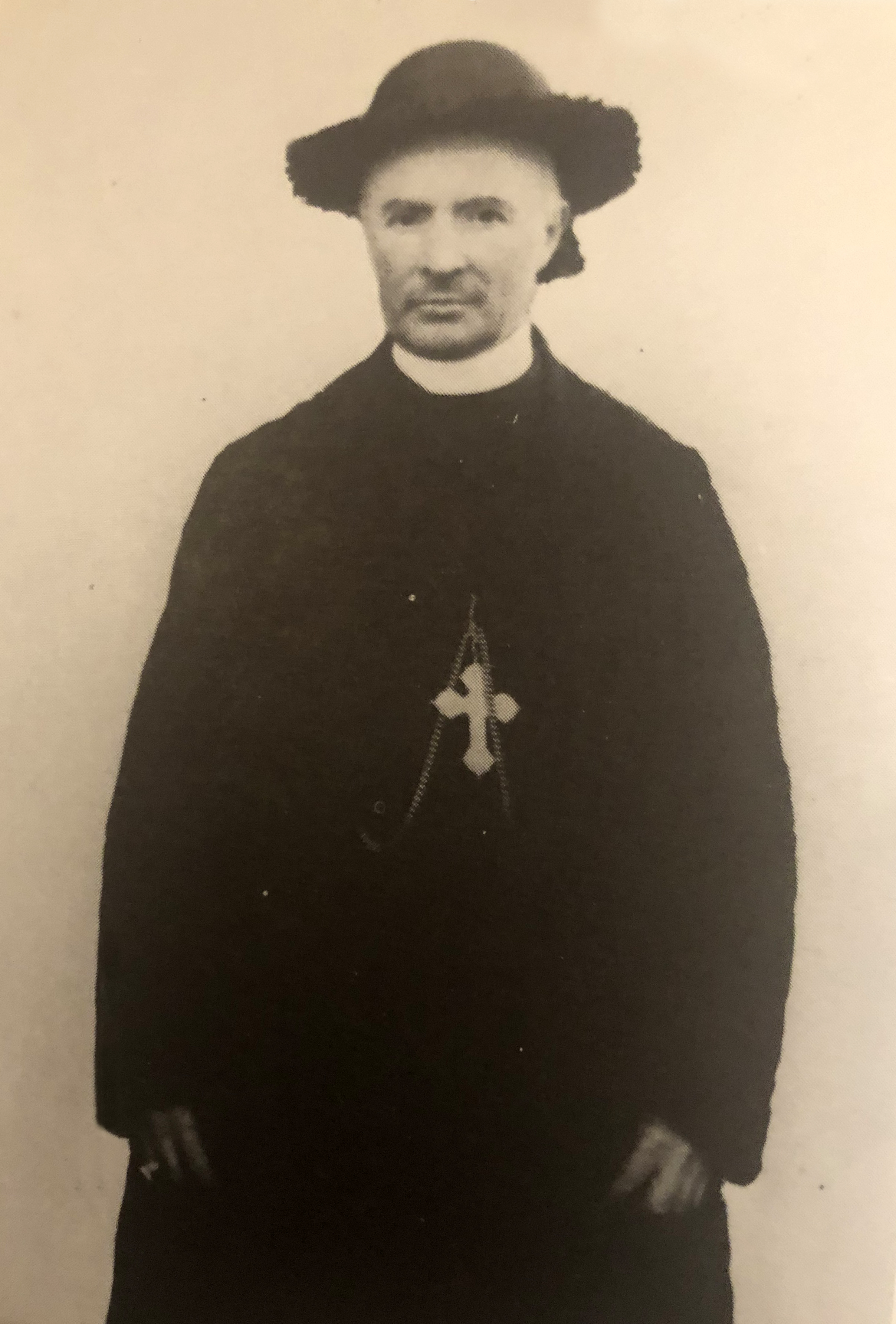
Vescovo Mons. Antonio Intreccialagli

La Congregazione delle cause dei santi ha avviato il processo di beatificazione e canonizzazione.

## Biografia

### Noviziato e ministero a Roma
Antonio Augusto Intreccialagli nacque a Monte Compatri, un paesino vicino a Roma, da una pia e distinta famiglia di cristiani cattolici praticanti. In famiglia erano dieci figli, dei quali Antonio Augusto e un altro fratello, entrarono nell'ordine dei Carmelitani scalzi.
Nel difficile periodo seguito alla presa di Roma fu ammesso al noviziato della provincia romana dei padri Carmelitani e nel 1868 lo iniziò. Quando il convento di Caprarola fu soppresso e incamerato in seguito alla legge del 19 giugno 1873 i frati trovarono rifugio nelle scuderie di palazzo Farnese e per mesi si nutrirono di cipolle. In questi frangenti il padre Antonio di Gesù - questo era il suo nome in religione - si forma all'amore della Croce, al servizio nell'umiltà e al nascondimento.
Il 2 maggio 1875 è ordinato sacerdote. Il suo confessionale alla chiesa di Santa Maria della Scala è frequentato da anime pie che ricercano la sua direzione spirituale: fra queste ci sono vescovi e cardinali, ma anche Francesca Saverio Cabrini, Therese von Wüllenweber e Johann Baptist Jordan. I suoi superiori notarono in Antonio Augusto spiccate qualità umane e spirituali e gli affidarono incarichi rilevanti all'interno dell'Ordine. Per due volte fu priore del Convento di Santa Maria della Scala in Roma e per tre volte provinciale della Provincia carmelitana romana.

### Il servizio alla Santa Sede
Fu chiamato in Vaticano, al servizio della Curia romana, a collaborare presso la Congregazione per i vescovi. Per mandato della Santa Sede, fu visitatore apostolico della Congregazione religiosa dei Salvatoriani e delle Salvatoriane.

### L'episcopato e la morte
Il 22 maggio 1907, dopo che il capitolo per l'elezione del priore generale dei carmelitani scalzi non aveva assecondato il desiderio di papa Pio X di nominare padre Augusto Antonio alla guida dell'ordine, si aprì la via alla sua nomina vescovile.  Fu inaspettata la scelta della remota diocesi di Caltanissetta. Padre Antonio Augusto Intreccialagli accettò in virtù di santa obbedienza verso il Santo Padre. Il popolo della diocesi di Caltanissetta lo accolse calorosamente fin dal primo istante. Spese energie veramente grandi per questa porzione di Chiesa. Il vescovo Intreccialagli si adoperò immediatamente per il completamento del seminario vescovile che portò a compimento nel 1912 con l'inaugurazione. Fu pastore e padre indefesso. Ascoltava e riceveva in episcopio chiunque aveva bisogno di lui. Ogni mattina ascoltava le confessioni per varie ore nella chiesa di San Giuseppe e si dedicava alla direzione spirituale di tanti uomini e donne di alta levatura spirituale. Seguì particolarmente Antonietta Mazzone e Marianna Amico Roxas. Il popolo sentiva che nel vescovo Antonio Augusto si celava qualcosa di particolare e lo chiamava già in vita "il Vescovo santo". Il 16 marzo 1914 papa Pio X gli chiese di dedicarsi a tempo pieno all'arcidiocesi di Monreale come arcivescovo coadiutore facendo la spola tra Caltanissetta e Monreale. Successe all'arcivescovo Domenico Gaspare Lancia di Brolo il 31 luglio 1919. Si dedicò con amore alla Chiesa di Monreale, dove visse gli ultimi anni della sua vita terrena e del suo infaticabile ministero episcopale segnato da grandi sofferenze fisiche e spirituali. Alla sua morte da ogni parte dell'isola giunsero fedeli ai suoi funerali per manifestargli tutto l'affetto e la devozione. La sua salma fu sepolta prima nel cimitero di Monreale e successivamente traslata nella basilica cattedrale tra gli abati-principi-arcivescovi di Monreale.

## Processo di beatificazione
La diffusa fama di santità dell'arcivescovo Antonio Augusto indusse all'apertura del processo di beatificazione e canonizzazione. Nel 1992 papa Giovanni Paolo II, riconoscendo le virtù eroiche del vescovo carmelitano, lo ha dichiarato venerabile. Il suo processo di beatificazione è attualmente in corso.

## Genealogia episcopale e successione apostolica
La genealogia episcopale è:
- Cardinale Scipione Rebiba
- Cardinale Giulio Antonio Santori
- Cardinale Girolamo Bernerio, O.P.
- Arcivescovo Galeazzo Sanvitale
- Cardinale Ludovico Ludovisi
- Cardinale Luigi Caetani
- Cardinale Ulderico Carpegna
- Cardinale Paluzzo Paluzzi Altieri degli Albertoni
- Papa Benedetto XIII
- Papa Benedetto XIV
- Papa Clemente XIII
- Cardinale Marcantonio Colonna
- Cardinale Giacinto Sigismondo Gerdil, B.
- Cardinale Giulio Maria della Somaglia
- Cardinale Carlo Odescalchi, S.I.
- Cardinale Costantino Patrizi Naro
- Cardinale Lucido Maria Parocchi
- Cardinale Girolamo Maria Gotti, O.C.D.
- Arcivescovo Antonio Augusto Intreccialagli, O.C.D.

La successione apostolica è:
- Vescovo Giuseppe Scarlata (1912)